# Albinas Vilčinskas
Albinas Vilčinskas (* 18. Februar 1976) ist ein  litauischer Politiker, Vizeminister der Kultur.

## Leben
Nach dem Abitur an der Mittelschule absolvierte Albinas Vilčinskas 2001 das Diplomstudium der angewandten Textil am Kunstakademie Vilnius.
1994 war er Künstler am Litauisches Volkshausmuseum. Von 1997 bis 2001 arbeitete er als Finanzist, von 2001 bis 2004 als stellvertretender Direktor an der  Höheren Kalesinskas-Schule für Volkshandwerk in Vilkija der Rajongemeinde Kaunas.  
Von 2006 bis 2007 war er Leiter der Kulturprojekte, von 2007 bis 2009  stellvertretender Direktor für allgemeine und wirtschaftliche Angelegenheiten, 2019  Marketingspezialist und  2020 Leiter der Abteilung Bildung und Veranstaltungen    am Litauischen Volkshausmuseum. Von 2009 bis 2012 war er Direktor am Kulturzentrum Kaunas „Tautos namai“ und von 2012 bis 2019 Leiter der Kulturabteilung der Verwaltung der Stadtgemeinde Kaunas.  

2020  war er Berater der Gruppe Kulturelle Bildung und seit Dezember 2020 ist er Vizeminister am Kulturministerium Litauens, Vertreter des Ministers Simonas Kairys im Kabinett Šimonytė.
| Personendaten    | Personendaten         |
| ---------------- | --------------------- |
| NAME             | Vilčinskas, Albinas   |
| KURZBESCHREIBUNG | litauischer Politiker |
| GEBURTSDATUM     | 18. Februar 1976      |